# Onthophagus malevolus
Onthophagus malevolus är en skalbaggsart som beskrevs av Vladimir Balthasar 1964. Onthophagus malevolus ingår i släktet Onthophagus och familjen bladhorningar. Inga underarter finns listade i Catalogue of Life.